# Ernest Guglielminetti
Ernest Guglielminetti (nazywany także Docteur Goudron; ur. 24 listopada 1862 w Brig-Glis, zm. 20 lutego 1943 w Genewie) – szwajcarski lekarz i wynalazca.

## Życiorys
Ernest Guglielminetti urodził się 24 listopada 1862 w Brig-Glis. Jego ojcem był Anton, z zawodu handlowiec, w młodości zwolennik Garibaldiego, zaś matką Luise z domu Furrer.
Ożenił się w Londynie w 1899 roku z Berthą Cecilie z domu Oppenheimer, primo voto Zenone.

### Działalność jako lekarz
Uprawnienia lekarskie uzyskał po studiach w Brig-Glis, Fryburgu i Bernie, zdając egzamin państwowy w 1885. Jego pierwszą pracą była rola asystenta Hugo Kroneckera przy sporządzaniu ekspertyzy lekarskiej, której władze Szwajcarii zażądały przed wydaniem zgody na budowę wysokogórskiej kolei Jungfraubahn. Dotyczyła ona choroby wysokościowej, jej objawów i konsekwencji.
W latach 1886–1890 praktykował jako lekarz w służbie władz kolonii holenderskich na Jawie, Sumatrze i Borneo.
Kontynuując wcześniejsze zainteresowanie chorobą wysokościową, wziął w 1891 udział w roli fizjologa w wyprawie na Mont Blanc oraz w lotach balonowych ze Spelterinim.
Praktykę lekarską prowadził przez 40 lat w Monako, gdzie stał się lekarzem kręgów dworskich Austro-Węgier i Niemiec, finansistów i innych znanych osobistości.
W latach I wojny światowej działał w Szwajcarii na rzecz wymian rannych jeńców pomiędzy Francją a Niemcami.

### Działalność wynalazcza

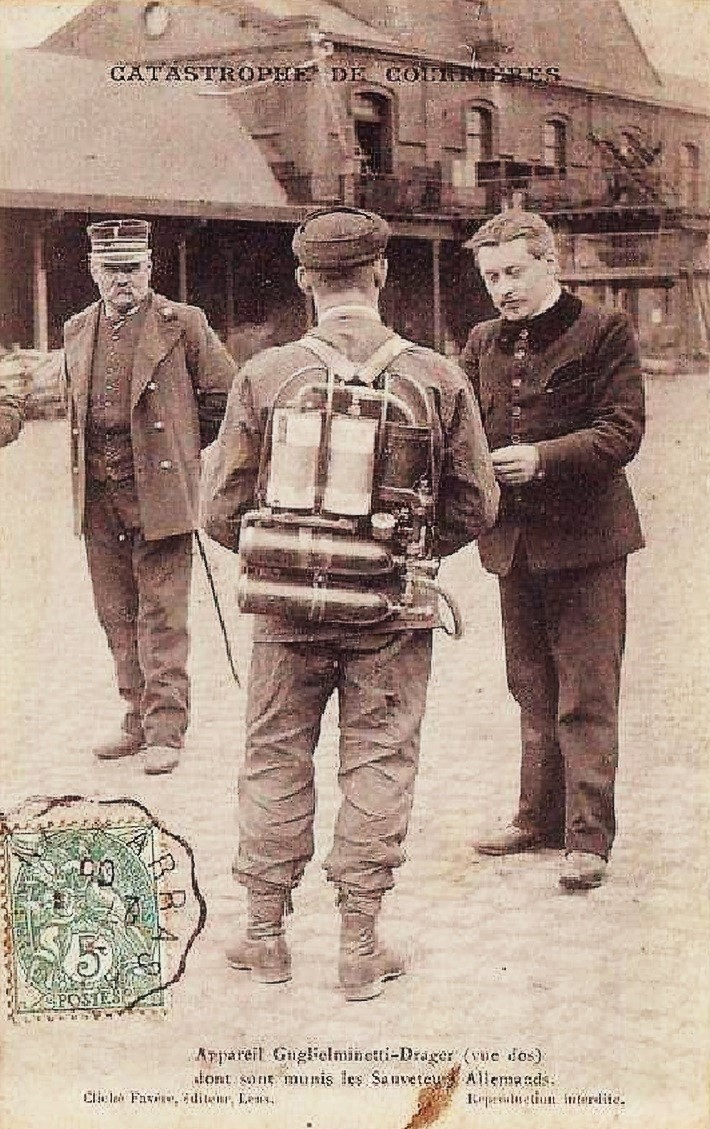
Aparat oddechowy Guglielminetti-Drager (02)

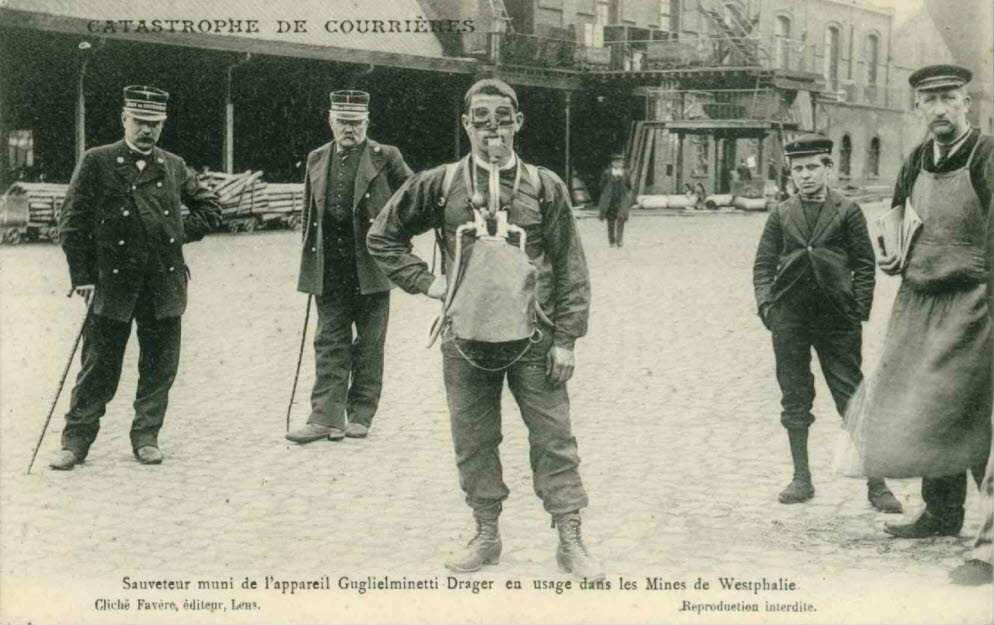
Aparat oddechowy Guglielminetti-Drager (01)

Swoje badania dotyczące choroby wysokościowej spożytkował Guglielminetti projektując dla Dräger-Werk w Lubece aparat do narkozy wziewnej oraz aparaty oddechowe w różnych wersjach, używane przez wspinaczy wysokogórskich, nurków, straż pożarną i pilotów.
Doświadczenia z pobytu w Azji wykorzystał już w Monako, gdy wystąpił z projektem ograniczania poziomu pyłu na drogach przez ich polanie po powierzchni gorącą smołą. Było to wzorowane na zaobserwowanej przezeń w Indiach praktyce smołowania w szpitalach podłóg drewnianych, co czyniło je wodoodpornymi i ułatwiało czyszczenie. 13 marca 1902 wykonano pierwszy próbny odcinek długości 40 metrów. Z czasem metodę tę ulepszano, co miało wpływ na ukształtowanie się technologii nawierzchni bitumicznych.
Guglielminetti miał później udział w organizowaniu międzynarodowych kongresów dotyczących budowy dróg i zwalczania zapylenia.

## Wyróżnienia
Technologia smołowania dróg przyniosła mu wyróżnienia w 37 krajach oraz honorowy przydomek Dr. Goudron (dosłownie Dr. Smoła). Brig-Glis nadało mu honorowe obywatelstwo w 1938 oraz wystawiło pomnik w 1962, zaprojektowany przez Hansa Loretana.